# پل بزرگ هرازدان
پل بزرگ هرازدان (ارمنی: Կիևյան կամուրջ) که در بین عام با نام پل کیِویان (ارمنی: Հրազդանի Մեծ կամուրջ) شناخته می‌شود یک پل قوسی بر روی رود هرازدان است. این پل خیابان کیِویان در ناحیه آرابکیر را به خیابان لنینگرادیان در ناحیه مالاتیا سباستیا متصل می‌کند. این پل توسط معمار گریگور آقابابایان طراحی شده و مابین سال‌های ۱۹۴۹ و ۱۹۵۶ ساخته شده‌است.
پل هرازدان دارای ۳۳۵ متر طول، ۲۶ متر عرض و ۶۰٫۵ متر ارتفاع می‌باشد.
پارک تومانیان و مجموعه کارن دمیرچیان در اطراف پل هرازدان واقع شده‌اند.

## نگارخانه

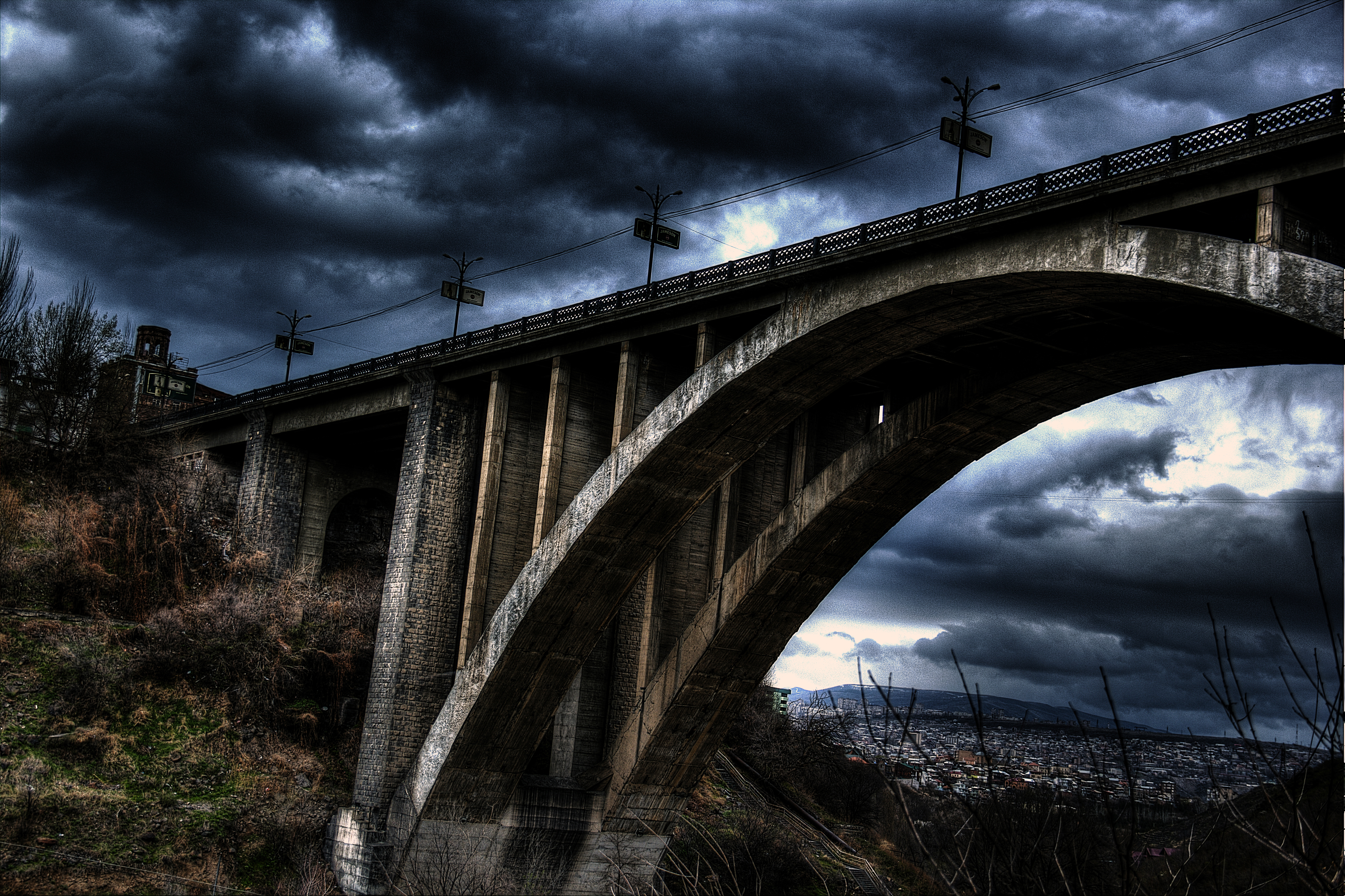
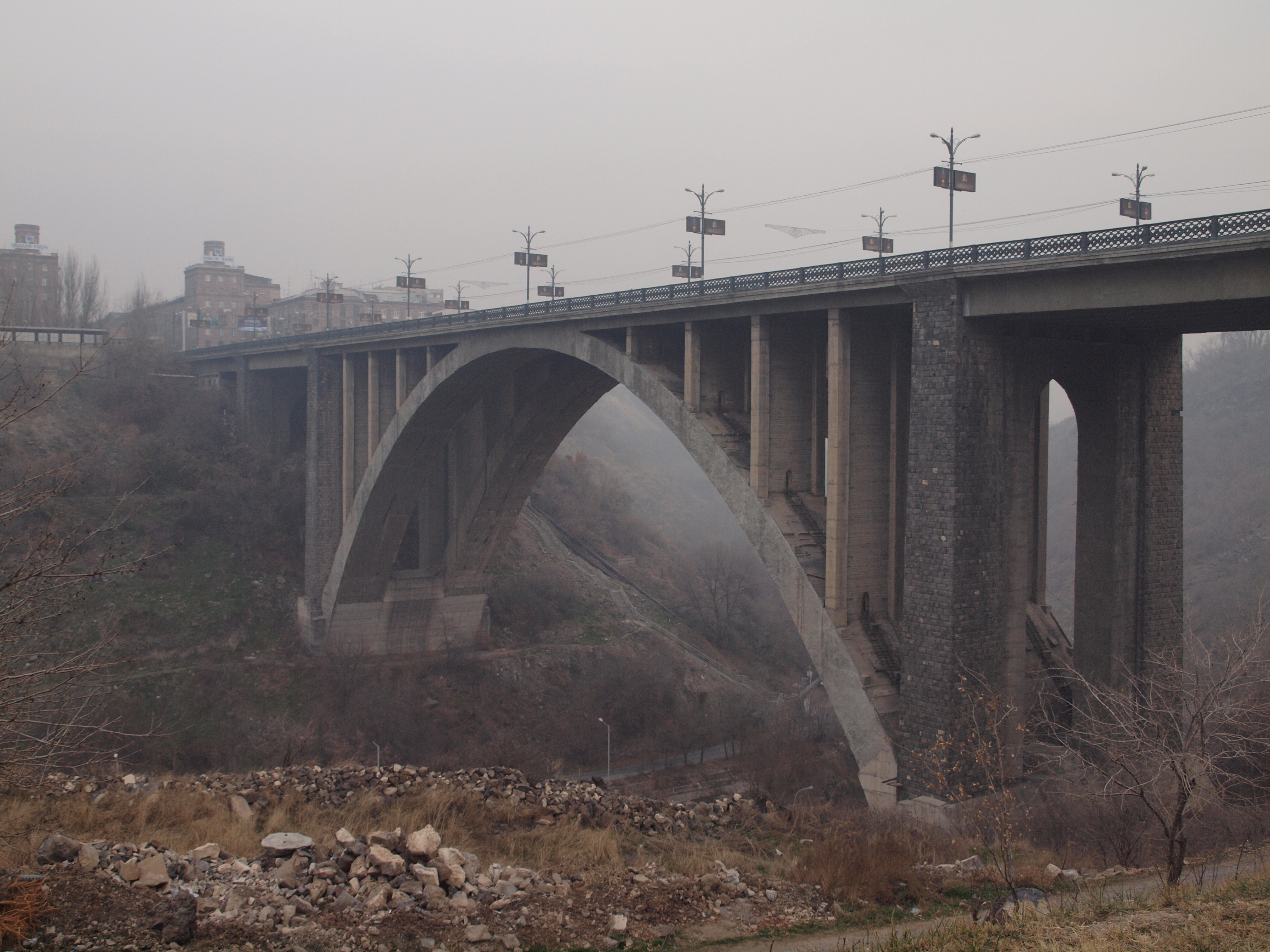
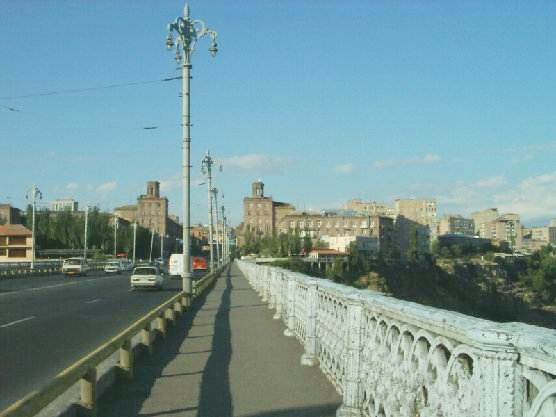